# Stratton Oakmont, Inc. contre Prodigy Services Co.
 (mars 2024).
La mise en forme du texte ne suit pas les recommandations de Wikipédia : il faut le « wikifier ».
Les points d'amélioration suivants sont les cas les plus fréquents. Le détail des points à revoir est peut-être précisé sur la page de discussion.
- Les titres sont pré-formatés par le logiciel. Ils ne sont ni en capitales, ni en gras.
- Le texte ne doit pas être écrit en capitales (les noms de famille non plus), ni en gras, ni en italique, ni en « petit »…
- Le gras n'est utilisé que pour surligner le titre de l'article dans l'introduction, une seule fois.
- L'italique est rarement utilisé : mots en langue étrangère, titres d'œuvres, noms de bateaux, etc.
- Les citations ne sont pas en italique mais en corps de texte normal. Elles sont entourées par des guillemets français : « et ».
- Les listes à puces sont à éviter, des paragraphes rédigés étant largement préférés. Les tableaux sont à réserver à la présentation de données structurées (résultats, etc.).
- Les appels de note de bas de page (petits chiffres en exposant, introduits par l'outil «  Source ») sont à placer entre la fin de phrase et le point final[comme ça].
- Les liens internes (vers d'autres articles de Wikipédia) sont à choisir avec parcimonie. Créez des liens vers des articles approfondissant le sujet. Les termes génériques sans rapport avec le sujet sont à éviter, ainsi que les répétitions de liens vers un même terme.
- Les liens externes sont à placer uniquement dans une section « Liens externes », à la fin de l'article. Ces liens sont à choisir avec parcimonie suivant les règles définies. Si un lien sert de source à l'article, son insertion dans le texte est à faire par les notes de bas de page.
- La présentation des références doit suivre les conventions bibliographiques. Il est recommandé d'utiliser les modèles {{Ouvrage}}, {{Chapitre}}, {{Article}}, {{Lien web}} et/ou {{Bibliographie}}. Le mode d'édition visuel peut mettre en forme automatiquement les références.
- Insérer une infobox (cadre d'informations à droite) n'est pas obligatoire pour parachever la mise en page.

Pour une aide détaillée, merci de consulter Aide:Wikification.
Si vous pensez que ces points ont été résolus, vous pouvez retirer ce bandeau et améliorer la mise en forme d'un autre article.
Stratton Oakmont, Inc. contre Prodigy Services Co., 23 Media L. Rep. 1794 ( NY Sup. Ct. 1995), est une décision de 1995 de la Cour suprême de New York  estimant que les fournisseurs de services en ligne (les ancêtres des blogs/réseaux sociaux) peuvent être tenus responsables du discours de leurs utilisateurs. La décision a suscité une controverse parmi les premiers partisans d'Internet, y compris certains législateurs, conduisant à l'adoption de l'article 230 de la loi sur la décence en matière de communications de 1996.

## Faits
Prodigy, l'un des premiers sites d'hébergement de contenu en ligne, hébergeait une section appelée Money Talk sur laquelle les utilisateurs anonymes pouvaient publier des messages portant sur la finance et l'investissement. En octobre 1994, un utilisateur non identifié de Money Talk a soumis un message affirmant que Stratton Oakmont, une société de banque d'investissement en valeurs mobilières basée à Long Island, New York, et son président Danny Porush, avaient commis des actes criminels et frauduleux dans le cadre d'une introduction en bourse. Stratton Oakmont a poursuivi Prodigy ainsi que l'utilisateur anonyme pour diffamation.

## Décision de la Cour
Stratton Oakmont a fait valoir que Prodigy devrait être considéré comme l'éditeur de l'article diffamatoire et qu'il était de ce fait responsable des publications diffamantes au sens de la définition de la common law. Prodigy a demandé le rejet de la plainte, au motif qu'elle ne pouvait être tenue responsable du contenu des messages rédigés par ses utilisateurs tiers. En effet, l'argument principal était  repris du précédent jurisprudentiel de 1991 Cubby, Inc. contre CompuServe Inc., qui avait jugé CompuServe, un fournisseur de services en ligne, non responsable en tant qu'éditeur du contenu généré par les utilisateurs de la même manière qu'un opérateur téléphonique n'est pas responsable des messages qui transite par ses lignes.
Le tribunal statuant à la demande de Stratton Oakmont a jugé que Prodigy était responsable en tant qu'éditeur du contenu publié par ses utilisateurs parce qu'il exerçait une modération et un contrôle des messages publics, de trois manières : 1) en publiant des directives de contenu pour les utilisateurs ; 2) en appliquant ces lignes directrices auprès des « Board Leaders » (c'est-à-dire des contributeurs/modérateurs) ; et 3) en utilisant un logiciel de filtrage conçu pour supprimer les propos offensants. L'argument général du tribunal pour tenir Prodigy responsable, à la différence de l'affaire CompuServe, était que « Prodigy avait consciemment fait le choix, d'opter pour contrôle éditorial, ce qui a eu pour effet de l'exposer à une plus grande responsabilité que CompuServe et d'autres réseaux informatiques qui n'avaient pas fait de tel choix. " 

## Impact
Cette affaire était à première vue, en contradiction avec la décision du tribunal fédéral de district de 1991 dans l' affaire Cubby, Inc. c. CompuServe Inc., qui suggérait que les tribunaux ne devraient pas considérer les fournisseurs de services en ligne comme des éditeurs. Dans cette affaire, le tribunal a jugé que CompuServe et les autres opérateurs de sites Web devaient être considérés davantage comme un moyen de distribution que comme un éditeur. Pour l'affaire de Stratton, la différence importante entre CompuServe et Prodigy était que Prodigy effectuait une sélection du contenu et exerçait donc un contrôle éditorial.

Certains législateurs fédéraux ont remarqué la contradiction entre les deux décisions, tandis que les fervents défenseurs de l'Internet libre ont estimé qu'attendre des opérateurs de sites Web qu'ils acceptent la responsabilité du discours de leurs utilisateurs était à la fois impossible à mettre en œuvre et susceptible d'étouffer le développement d'Internet. Le sénateur Ron Wyden (D. Or.) a proposé un texte de loi qui résoudrait le problème de contradiction avec les précédents jurisprudentiels, en matière de responsabilité tout en permettant aux sites Web et aux plateformes d'héberger des discours sans avoir à se soucier des conséquences juridiques. La proposition de Wyden a donné naissance à l'article 230 du "Communication Decency Act", adoptée en 1996. Alors que le reste de la loi sur la décence en matière de communications a été annulé par la Cour suprême au motif qu'il s'agissait d'une restriction inconstitutionnelle à la liberté d'expression , l'article 230 a été séparé du reste de la loi et est toujours en vigueur, car il visait à permettre la liberté d'expression plutôt qu'à la restreindre. 
1. ↑  The New York Supreme Court is not the state's highest court and is primarily a trial court.